# Kommunförbund
Ett kommunförbund är i Sverige en intresseorganisation för kommuner, till exempel Sveriges Kommuner och Regioner (SKR) eller de lokala kommunförbund som finns i en del län.
SKR organiserar Sveriges samtliga kommuner och regioner.

## Regionala kommunförbund eller regionförbund
Kommunerna är på regional nivå organiserade i självständiga regionala förbund. Den juridiska formen är ideell förening eller kommunalförbund.
I många fall har kommunförbundens uppgifter övertagits av regionerna i samband med övergången från landsting till region.
- Storsthlm, AB
- Regionförbundet Uppsala län (upphörde 2016), C
- Regionförbundet Sörmland (upphörde 2018), D
- Regionförbundet Östsam (upphörde 2015), E
- Regionförbundet Jönköpings län (upphörde 2014), F
- Regionförbundet södra Småland (upphörde 2014), G
- Regionförbundet i Kalmar län (upphörde 2018), H
- Kommunalförbundet Region Blekinge (upphörde 2018)[1], K
- Skånes Kommuner (tidigare Kommunförbundet Skåne (KFSK)), M
- Kommunalförbundet Region Halland (upphörde 2010), N
- VästKom, Västsvenska Kommunalförbundens samorganisation, O
  - Göteborgsregionens kommunalförbund
  - Sjuhärads kommunalförbund
  - Fyrbodals kommunalförbund
  - Skaraborgs Kommunalförbund
- Kommunalförbundet Region Värmland (upphörde 2018), S
- Regionförbundet Örebro (upphörde 2014), T
- VK Västmanlands Kommuner, U
- Dalarnas kommunförbund, W
- Kommunförbundet Region Gävleborg (upphörde 2014), X
- Kommunförbundet Västernorrland, Y
- Kommunförbundet Jämtlands län, Z
- Region Västerbotten, AC
- Kommunförbundet Norrbotten, BD